# 스타드 렌 FC
스타드 렌 FC로 잘 알려진 스타드 레네 포트발 클뤼브(프랑스어: Stade Rennais Football Club, 프랑스어 발음: [stad ʁɛnɛ])는 프랑스 렌을 연고로 하는 축구단이다. 스타드 렌(프랑스어: Stade Rennais 스타드 레네[*], 브르타뉴어: Stad Roazhon), 또는 렌(프랑스어: Rennes 레네[*])이라는 약칭을 가지고 있으며 현재 프랑스 최상위 리그 리그 1에 참가하고 있다. 홈 경기는 렌 도심에 위치한 로아존 파르크에서 치러지며 구단주는 사업가 프랑수아 피놀의 지주 회사 아르테미스이다.
렌은 1901년에 스타드 렌라는 이름으로 창단 되었고 프랑스 1부 리그 창설 당시에 속한 팀 중 하나였다. 렌은 낭트와 함께 브르타뉴 지역 최고의 축구 클럽 중 하나이고 이 두 팀 간의 경기를 브르타뉴 더비라고 한다. 렌의 리그 최고 성적은 4위로 총 4차례가 있었으며 가장 최근은 리그 1 2006-07 시즌 때이다. 렌은 쿠프 드 프랑스를 1965년, 1971년, 2019년 등 3차례 우승해본 바가 있다. 1971년 쿠프 드 프랑스 대회를 우승한 후에 현재의 명칭으로 바꾸었다.
렌은 2000년에 세워진 앙리 귀에렝 트레이닝 센터라고 알려진 유스 아카데미로도 유명 하는데 프랑스 축구 연맹은 2010년에 렌이 프랑스 최고의 유소년 아카데미를 갖춘 걸로 공인하기도 했다. 유소년 아카데미의 토대는 U-19 팀으로 1973년, 2003년, 2008년에 쿠프 감바르델라를 우승했다.

## 선수 명단

### 현재 선수 명단
2023년 2월 1일 기준
참고: FIFA 자격 규정에 따라 소속된 국가대표팀 국기를 표시합니다. 선수는 복수의 FIFA 비회원국 국적을 가지고 있을 수 있습니다.
| 번호 | 포지션 | 국적         | 이름                             |
| ---- | ------ | ------------ | -------------------------------- |
| 1    | GK     | 튀르키예     | 도안 알렘다르                    |
| 2    | DF     | 웨일스       | 조 로던 (토트넘 홋스퍼에서 임대) |
| 3    | DF     |              | 아드리앵 트뤼페르                |
| 5    | DF     |              | 아르튀르 테아트                  |
| 6    | MF     |              | 레슬리 우고추쿠                  |
| 7    | FW     |              | 후루하시 교고                    |
| 8    | MF     | 코트디부아르 | 세코 포파나                      |
| 9    | FW     |              | 아르노 칼리뮈앙도                |
| 11   | FW     |              | 제레미 도쿠                      |
| 14   | MF     |              | 뱅자맹 부리조 (부주장)           |
| 15   | DF     | 카메룬       | 크리스토페르 우                  |
| 17   | FW     | 카메룬       | 카를 토코 에캄비 (리옹에서 임대) |
| 18   | DF     |              | 장뉘엘 벨로시앙                  |
| 19   | FW     |              | 아민 구이리                      |
| 20   | MF     |              | 플라비앙 테                      |

| 번호 | 포지션 | 국적       | 이름                                 |
| ---- | ------ | ---------- | ------------------------------------ |
| 21   | MF     | 크로아티아 | 로브로 마예르                        |
| 22   | DF     |            | 로랑즈 아시뇽                        |
| 23   | DF     |            | 와르메드 오마리                      |
| 25   | DF     |            | 비르게르 멜링                        |
| 27   | DF     | 말리       | 하마리 트라오레 (주장)               |
| 30   | GK     |            | 스테브 망당다                        |
| 31   | DF     |            | 겔라 두에                            |
| 33   | MF     |            | 데시레 두에                          |
| 34   | FW     | 모로코     | 이브라힘 살라                        |
| 39   | GK     | 튀니지     | 엘리아스 다메르기                    |
| 41   | FW     | 가봉       | 알랑 도 마르콜리노                   |
| 80   | MF     | 포르투갈   | 셰카                                 |
| 89   | GK     |            | 로맹 살랭                            |
| 90   | DF     | 잉글랜드   | 제드 스펜스 (토트넘 홋스퍼에서 임대) |

### 임대 선수 명단
참고: FIFA 자격 규정에 따라 소속된 국가대표팀 국기를 표시합니다. 선수는 복수의 FIFA 비회원국 국적을 가지고 있을 수 있습니다.
| 번호 | 포지션 | 국적   | 이름                              |
| ---- | ------ | ------ | --------------------------------- |
| —    | GK     | 세네갈 | 알프레드 고미스 (코모로 임대)     |
| —    | DF     |        | 로이크 바데 (세비야로 임대)       |
| —    | MF     |        | 노아 프랑수아즈 (아브랑슈로 임대) |
| —    | FW     |        | 마티스 아블랭 (오세르로 임대)     |

| 번호 | 포지션 | 국적 | 이름                                    |
| ---- | ------ | ---- | --------------------------------------- |
| —    | FW     |      | 앙디 디우프 (바젤로 임대)               |
| —    | FW     | 기니 | 세르후 귀라시 (VfB 슈투트가르트로 임대) |
| —    | FW     |      | 주니오르 카딜 (파말리캉으로 임대)       |
| —    | FW     |      | 룸 차우나 (디종으로 임대)               |

## 역대 감독
| 감독                | 임기        |
| ------------------- | ----------- |
| 장 뱅상             | 1982 ~ 1984 |
| 폴 르구엔           | 1998~2001   |
| 크리스티앙 구르퀴프 | 2001~2002   |
| 바히드 할릴호지치   | 2002~2003   |
| 라슬로 뵐뢰니       | 2003~2006   |
| 프레데리크 앙토네티 | 2009~2013   |
| 필리프 몽타니에     | 2013~2016   |
| 크리스티앙 구르퀴프 | 2016~2017   |
| 사브리 라무시       | 2017~2018   |
| 쥘리앙 스테판       | 2018~2021   |
| 브뤼노 제네시오     | 2021~2023   |
| 쥘리앙 스테판       | 2023~2024   |
| 호르헤 삼파올리     | 2024~2025   |
| 하비브 베예         | 2025~       |

## 역대 성적
- 쿠프 드 프랑스 우승 3회
  - 우승: 1964–65, 1970–71, 2018–19
  - 준우승: 1921–22, 1934–35, 2008–09, 2013–14
- 리그 2 우승 2회
  - 우승: 1955–56, 1982–83
  - 준우승: 1939, 1958, 1980, 1993, 1994
- 쿠프 감바르델라 우승 3회
  - 우승: 1973, 2003, 2008
- UEFA 인터토토컵
  - 준우승: 1999